# Copa Cine Center
La Copa Cine Center fue un torneo de pretemporada organizado por la Liga del Fútbol Profesional Boliviano y el grupo empresarial español y de capital boliviano, Grentidem S.A. (GSA), propietaria de innumerables acciones de la cadena Cine Center durante el invierno boliviano. Este torneo sirvió como preparación para los torneos que disputaron los equipos durante la Temporada.
Fue creada en 2012, tras suspenderse la Copa Aerosur, siendo el torneo sucesor de la copa anteriormente mencionada.
El torneo tenía como base la estructura utilizada en la desaparecida Copa Aerosur, de hecho, en un principio la Copa se dividió en dos competiciones.
La primera, que recibió el nombre de Copa Cine Center, fue jugada por los 6 equipos con mayor rivalidad histórica en la LFPB (Bolívar, The Strongest, Oriente Petrolero, Blooming, Aurora y Wilstermann)
La segunda, que recibió el nombre de Copa Cine Center del Sur, fue disputada por los 6 equipos restantes de la LFPB.
En su primera edición no participaron Petrolero de Yacuiba y La Paz FC, el primero estaba recién ascendido del Nacional B y el segundo pasaba por problemas económicos.

## Historia
La Copa Cine Center nace en el año 2012 debido a la falta de una Copa de Invierno tras el cese de la Copa Aerosur, debido a los problemas económicos de la aerolínea del mismo nombre.
La Liga, ante la falta de un torneo de pretemporada (muy importante en Bolivia), estuvo buscando empresas alternativas que pudiesen realizar un torneo similar, se especuló incluso con que el TAM podía reemplazar a Aerosur y su copa, después de barajar varias opciones, La Liga decidió que la nueva competición sería organizada por la cadena (de cines y centros comerciales) Cine Center, el contrato firmado asegura este torneo hasta el 2014, con otros dos años más opcionales, pero de tener mucho éxito podría ampliarse hasta 2018.
Iniciándose así la competición amistosa más joven de Bolivia.

## Sistema de juego y premios
En cada edición de la copa, la forma de jugar puede variar considerablemente, por ejemplo, en su primera edición se pensaba jugar en dos grupos, los 6 mayores rivales (agrupados en la Copa Cine Center) se disputarían los clásicos del fútbol boliviano y luego, los tres ganadores y el mejor perdedor avanzarían a la siguiente fase, posteriormente se jugaría la final. Los otros 6 (agrupados en la Copa Cine Center del Sur) formarían una serie de partidos similares, hasta llegar a la final.
Todos los partidos de ambas competiciones son de ida y vuelta.
Al final se decidió que la primera competición, o Copa Cine Center, comenzaría con los cásicos del fútbol boliviano, para luego pasar a la siguiente ronda los tres mejores y el mejor perdedor, el mejor ganador se enfrentaría contra el mejor perdedor y luego los otros tres ganadores entre sí. La final se disputaría a doble partido, como todos los de este torneo. En cambio, en la segunda competición (o Copa Cine Center del Sur) se decidió jugar en tres ciudades diferentes tres fechas, en principio todos los partidos serían de ida y vuelta (pero se decidió hacer una ronda en cada ciudad, para no alargar en exceso el segundo torneo), esto se debe a la reducción de costes de transporte, para estos no existen premios en metálico, pero si se quedan con todo lo recaudado en las entradas al estadio, para el equipo que hace de local (aunque no sea su ciudad), sin contar los pagos extra que da Cine Center por participar a los 10 equipos en esta Copa. También para los 6 grandes rivales, existen los beneficios de los días especiales de cine (cuyo 25% fue para los equipos).
Es importante mencionar que los días especiales de cine, dónde el 25% de lo recaudado va a los equipos, como ya se ha dicho anteriormente, son indicados por la misma empresa Cine Center, mediante una campaña publicitarioa o de cartes, por ejemplo, para la primera edición de este torneo (en 2012) a los lunes se los llamó lunes azules, por ser el día en el cual se recaudaba dinero para Blooming, Bolívar y Aurora, para los otros 3 equipos se especificó otro día.
Además la cadena Cine Center se hace cargo de los costes de transporte de los 10 equipos por el territorio, (sin contar otros pagos no mencionados).
Para ver mejor cada sistema de juego y premios (porque pueden variar según cada edición) véase:
- Sistema de juego 2012.

## Compra de entradas
La compra de entradas por parte del aficionado se realizaba en los centros Cine Center o en las taquillas del estadio, no valiéndo el carnet de socio para acceder a los partidos de esta competición (por ser organizada por una empresa privada).

## Campeones
| Temporada | Campeón             | Subcampeón          |                     |
| --------- | ------------------- | ------------------- | ------------------- |
| 2012      | Wilstermann         | Bolívar             |                     |
| 2013      | Bolívar             | The Strongest       |                     |
| 2014      | No hubo competición | No hubo competición | No hubo competición |
| 2015      | Blooming            | Wilstermann         |                     |
| 2016      | Wilstermann         | Oriente Petrolero   |                     |

## Palmarés
| Club              | Títulos | Subtítulos | Años campeón | Años subcampeón |
| ----------------- | ------- | ---------- | ------------ | --------------- |
| Wilstermann       | 2       | 1          | 2012, 2016   | 2015            |
| Bolivar           | 1       | 1          | 2013         | 2012            |
| Blooming          | 1       | -          | 2015         | ----            |
| Oriente Petrolero | -       | 1          | ----         | 2016            |
| The Strongest     | -       | 1          | -----        | 2013            |